# Du temps pour toi
Du temps pour toi è il terzo album dal vivo della cantante canadese Isabelle Boulay, pubblicato nel 2005.

## Tracce
1. Intro — 2:06
2. Jamais — 4:33
3. Parle-moi — 3:43
4. Tout au bout de nos peines (duetto con Johnny Hallyday) — 3:31
5. Aimons-nous — 3:43
6. Je voudrais — 2:34
7. Du temps pour toi — 4:42
8. Medley acoustique (Quelques pleurs, Jamais assez loin, Je t'oublierai, je t'oublierai) — 5:46
9. La vie devant toi — 4:57
10. En t'attendant — 3:55
11. Le cœur volcan — 3:22
12. Mieux qu'ici-bas — 3:57
13. Les séparés (duetto con Julien Clerc) — 3:54
14. Le cœur combat — 3:55
15. Je sais ton nom — 5:39
16. Un jour ou l'autre — 4:02
17. Une autre vie — 8:44
18. Le petit garçon — 4:26